# 情慾王朝
情慾王朝（韓語: 순수의 시대）又譯純真年代，是一部於2015年上映的韩国古裝動作片以及色情片，由申河均、张赫、姜漢娜和姜河那主演。  該電影講述的是第一次王子之乱期間，李成桂第5子李芳遠為繼承王位去肅清政敵的故事。